# Fogedmarken
Fogedmarken og Fogedgården er to sammenhængende gader i Haraldsgadekvarteret på Ydre Nørrebro i København. Fogedmarken løber mellem Jagtvej og Rådmandsgade, mens Fogedgården er en sidegade til Fogedmarken. Gaderne er anlagt på en gammel sandgrav. 
Gaderne blev navngivede som moderne pendanter til det ældre navn Rådmandsgade. Byfogeden, der også havde jord i »Borgmester og Råds vang«, var indtil 1660 den vigtigste kommunale tjenestemand i København. Han ledede bytinget hver mandag foran rådhuset og fungerede som politimester og dommer. Gadenavnet blev godkendt i 1935.
Fogedgården er opført 1942-43 og tegnet af Kay Fisker og C.F. Møller for Københavns Kommunes aldersrentenydere. Boligbebyggelsen er i fem etager med stribet murværk og tegltage og markante høje skorstene. Vinduerne er siden udskiftet til andre modeller. Ved indgangen står der høje poppeltræer.
Fogedgården betragtes som et bebyggelsesmønster, dvs. et afgrænset område i bygningsmassen, hvor bygninger, pladser, veje, grønne arealer går op i en højere enhed. Ejendommen i nr. 6 husede fra 1948 til 1959 tidligere Kvindehjemmets annex, en træbarak med plads til 48 kvinder uden børn. En del af Kollegiegården har siden 1961 adresse i gaden.
Fogedmarken ser ud over en nedlagt fabrik med en markant ottekantet skorsten i røde og gule murstensstriber